# Епанагога
Епанагога – византийски сборник със закони.
Създаден е през 885 или 886 г. от комисия, оглавена от патриарх Фотий. В основата си съдържа систематизация на законодателните актове на предшестващите императори, но включва и редица нови положения, предимно в областта на църковното право.